# Aryan Brotherhood
Aryan Brotherhood, cunoscută și sub numele de Brand sau AB, este o grupare neonazistă și de crimă organizată care operează în interiorul închisorilor⁠(d) din Statele Unite, având un număr de aproximativ 15.000-20.000 de membri atât în închisoare, cât și în libertate. Anti-Defamation Leaque a descris-o drept „cea mai veche și cunoscută grupare rasistă din închisorile din Statele Unite”. Conform Biroului Federal de Investigații (FBI), deși reprezintă o mică secțiune din întreaga populație închisă în SUA, Aryan Brotherhood este responsabilă pentru cele mai multe crime din sistemul penitenciar.
Gruparea era implicată în activități economice tipice crimei organizate precum traficul de droguri, șantajul, prostituția și asasinările. Organizarea variază în funcție de închisoare, însă este în general ierarhică, în fruntea sa fiind un consiliu de doisprezece persoane condus de o comisie formată trei persoane. Aryan Brotherhood utilizează terminologie, simboluri și imagini prin care pot fi identificați (e.g. trifoi⁠(d), svastică și alte simboluri). Cei care vor să devină membri AB trebuie să depună un jurământ de sânge⁠(d). A fi dispus să ucizi un alt deținut⁠(d) poate să influențeze decizia de acceptare.

## Istoric
Majoritatea închisorilor din Statele Unite erau segregate până în anii 1960. Odată ce închisorile au inițiat procesul de desegregare⁠(d), deținuții au început să înființeze grupări rasiale. Aryan Brotherhood s-ar fi înființat în închisoarea San Quention⁠(d), fiind posibil influențați de Bluebird Gang. Decizia de a ataca afro-americanii a venit ca urmare a formării grupului militant intitulat Black Guerilla Family⁠(d). La începutul anilor 1970, grupul a intrat în contact cu Charles Manson și familia sa. O parte din membrii săi erau închiși în perioada respectivă și au încercat să se alăture grupului. Cu toate acestea, relația nu a rezistat deoarece Manson era considerat „mult prea de stânga”, iar unii membri nu erau de acord cu uciderea actriței Sharon Tate.
În 1981, Thomas Silverstein și Clayton Fountain au fost acuzați de uciderea unui deținut de culoare pe nume Robert Chappelle în penitenciarul USP⁠(d). Oficial, se speculează că Silverstein și Fountain l-au strangulat pe Chappelle în celula sa. Cei doi l-au ucis mai târziu pe Raymond Smith - un apropiat al lui Robert Chappelle - cu 67 de lovituri de cuțit. Silverstein a început apoi să planifice uciderea unui ofițer al închisorii. La 22 octombrie 1983, membrii Aryan Brotherhood  au ucis doi ofițeri la USP: un ofițer pe nume Merle Clutts, lovindu-l de aproximativ 40 de ori, iar câteva ore mai târziu, Fountain a ucis alt ofițer pe nume Robert Hoffman. Silverstein a utilizat un cuțit improvizat și o cheie pentru cătușe în timp ce era dus la dușuri.
Începând din anii '90, Aryan Brotherhood s-a concentrat mai mult pe crima organizată (i.e. trafic de droguri, prostituție și crime extrajudiciare⁠(d)) decât pe atacuri împotriva persoanelor de culoare. Au devenit atât de puternici în închisoare încât au depășit însăși mafia italiană.  De exemplu, John Gotti, capul familiei Gambino, a fost atacat în timp ce era închis în penitenciarul Marion în 1996 și se speculează că ar fi grupării să-i ucidă atacatorul. Atacatorul lui Gotti a fost transferat imediat.
În aprilie 1993, membrii ai Aryan Brotherhood alături de membrii grupării Black Muslims și ai altor găști din închisoarea Southern Ohio⁠(d) au pornit o revoltă în Lucasville⁠(d). Participanții au luat ostatici mai mulți ofițeri, iar apoi au ucis nouă deținuți și un ofițer. Aceștia s-au plâns de presupuse tratamente abuzive și de supraaglomerarea închisorii, iar membrii Black Muslim au cerut încetarea testării obligatorii pentru tuberculoză.